# Пауль Шмідлін
Пауль Шмідлін (нім. Paul Schmiedlin, 2 червня 1897, Базель — 2 липня 1981, Берн) — швейцарський футболіст, що грав на позиції півзахисника. Відомий за виступами за клуб «Берн», а також національну збірну Швейцарії. Капітан збірної, яка стала срібним призером Олімпійських ігор 1924 року.

## Клубна кар'єра
На клубному рівні грав у складі команди «Берн». В 1923 році його клуб виграв чемпіонат Швейцарії, зігравши в фінальному турнірі з «Янг Фелловз Цюрих» (1:0) і «Серветтом» (0:0). Але пізніше команду позбавили титулу через участь незаявленого гравця в матчі групового турніру проти «Базеля». Команді зарахували технічну поразку, що призвело до ситуації, в якій «Берн» втратив перше місце в групі Центр на користь «Янг Бойз». Таким чином, саме цей клуб мав грати у фінальному турнірі, але перегравання не відбулось і титул був оголошений нерозіграним. 
В 1921 році став з командою переможцем Кубка Оха, передвісника Кубка Швейцарії. В 1925 році клуб обіграв переможця другого розіграшу Кубка Оха «Конкордію» (Базель) і забрав цей трофей назавжди у свій музей.
Пауль Шмідлін був різностороннім спортсменом і представляв «Берн» в інших видах спорту, зокрема, в легкій атлетиці. У 1925 році був змушений покинути спорт за порадою свого лікаря через грип і збільшення серця. Його новим захопленням стало полювання. За професією Шмідлін був стоматологом.

## Виступи за збірну
В складі національної збірної Швейцарії грав з 1920 по 1925 рік. Провів у її формі загалом 28 матчів. Був учасником футбольного турніру на Олімпійських іграх 1924 року у Парижі, де разом з командою здобув «срібло». Капітан олімпійської команди.

## Титули і досягнення
- Срібний олімпійський призер: 1924